# Hygrohypnum duriusculum
Hygrohypnum duriusculum là một loài Rêu trong họ Amblystegiaceae. Loài này được (De Not.) D.W. Jamieson mô tả khoa học đầu tiên năm 1980.